# Julio César Sagasta
Julio César Sagasta fue un jinete argentino que compitió en la modalidad de concurso completo. Ganó dos medallas de oro en los Juegos Panamericanos de 1951, en las pruebas individual y por equipos.

## Palmarés internacional
| Juegos Panamericanos | Juegos Panamericanos     | Juegos Panamericanos | Juegos Panamericanos |
| Año                  | Lugar                    | Medalla              | Categoría            |
| -------------------- | ------------------------ | -------------------- | -------------------- |
| 1951                 | Buenos Aires (Argentina) | Medalla de oro       | Individual           |
| 1951                 | Buenos Aires (Argentina) | Medalla de oro       | Por equipos          |